# Атагайское муниципальное образование
Атагайское муниципальное образование — муниципальное образование со статусом городского поселения в
Нижнеудинском районе Иркутской области России. Административный центр — посёлок Атагай.

## Население
| 2010  | 2011  | 2012  | 2013  | 2014  | 2015  | 2016  |
| ----- | ----- | ----- | ----- | ----- | ----- | ----- |
| 2687  | ↘2680 | ↘2647 | ↘2620 | ↘2551 | ↘2505 | ↘2470 |
| 2017  | 2021  |       |       |       |       |       |
| ↘2398 | ↘1699 |       |       |       |       |       |

По результатам Всероссийской переписи населения 2010 года численность населения муниципального образования составила 2687 человек, в том числе 1306 мужчин и 1387 женщин.

## Населенные пункты
В состав муниципального образования входят населенные пункты
- Атагай
- Казачья Бадарановка
- Каксат
- Лесной
- Октябрьский
- Укар
- Ук-Бадарановка
- Усть-Кадуй
- Шипицина[10]